# 王祯 (元朝)
王祯（1271年—1333年），字伯善，山东东平人，元代农学家和活字印刷术的改进者。
元贞元年（1295年）至大德四年（1300年）曾任宣州旌德（今安徽旌德）及信州永丰（今江西广丰）县令，提倡种植桑、棉、麻等经济作物和改良农具。大约在大德四年（1300年）著成《农书》三十七卷。

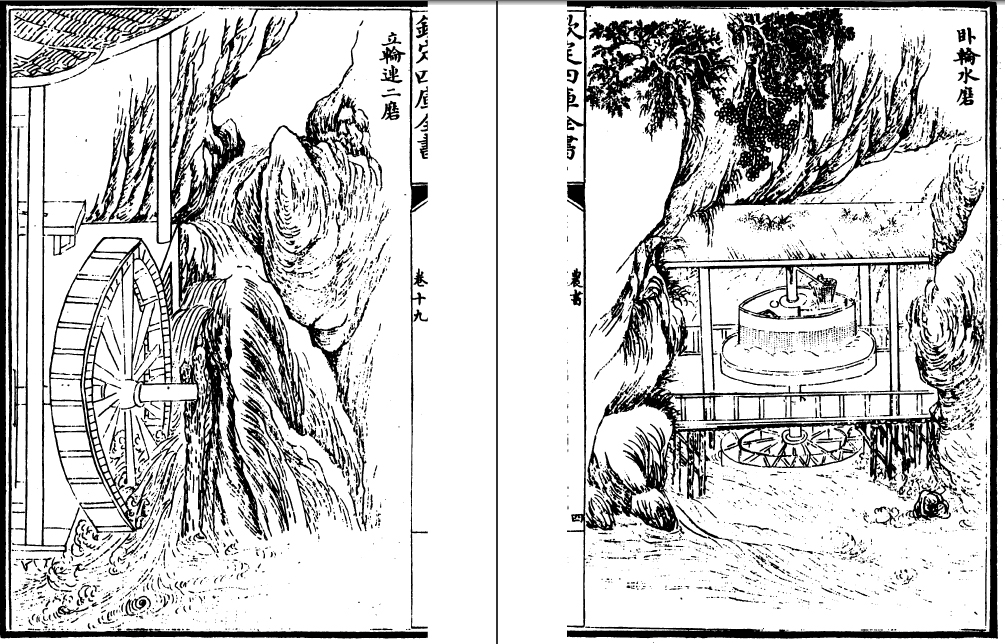
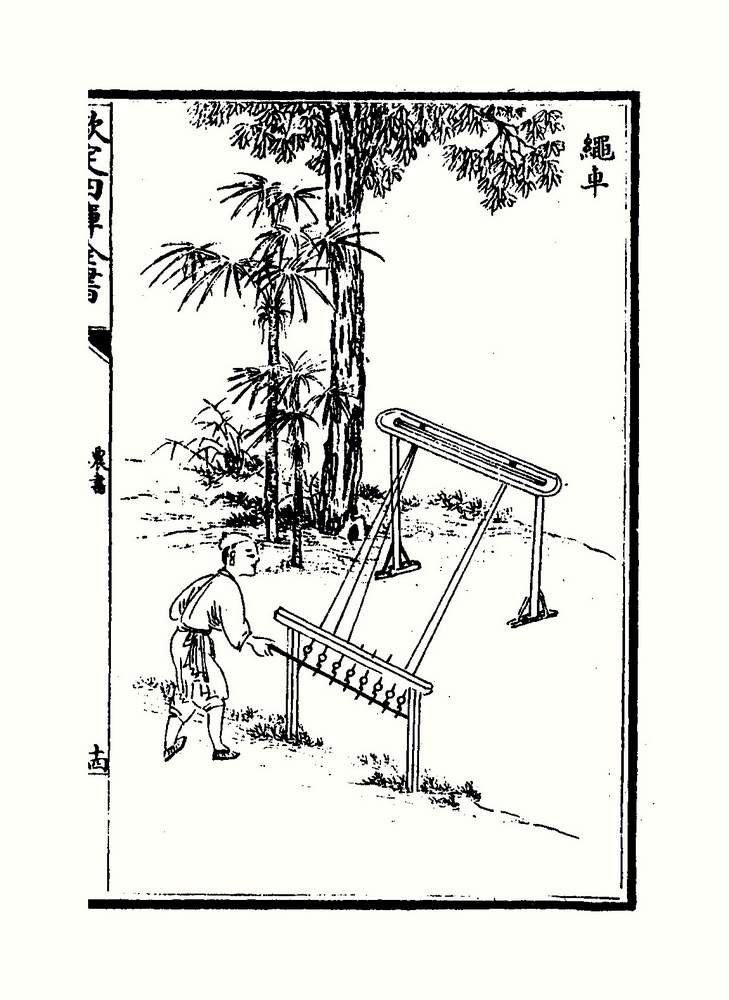
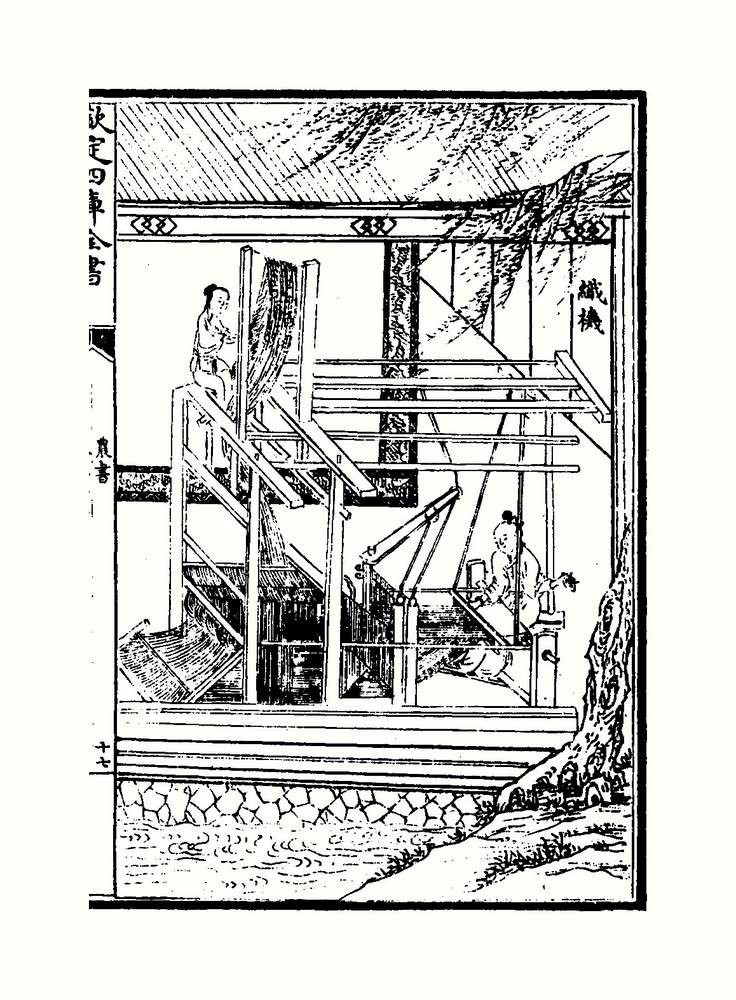
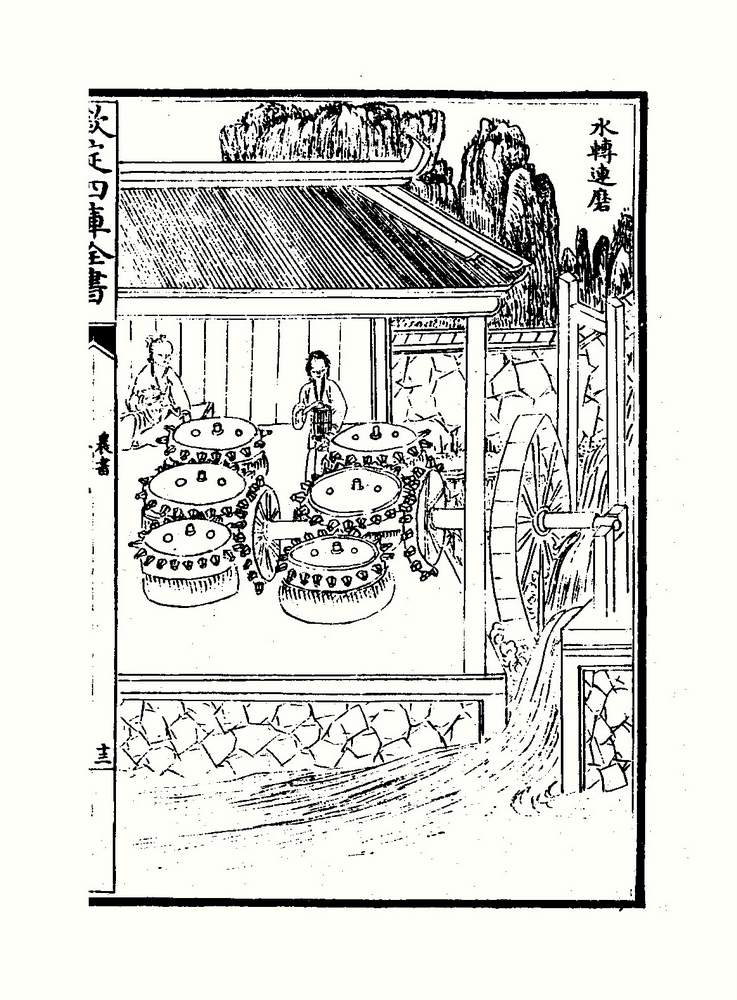
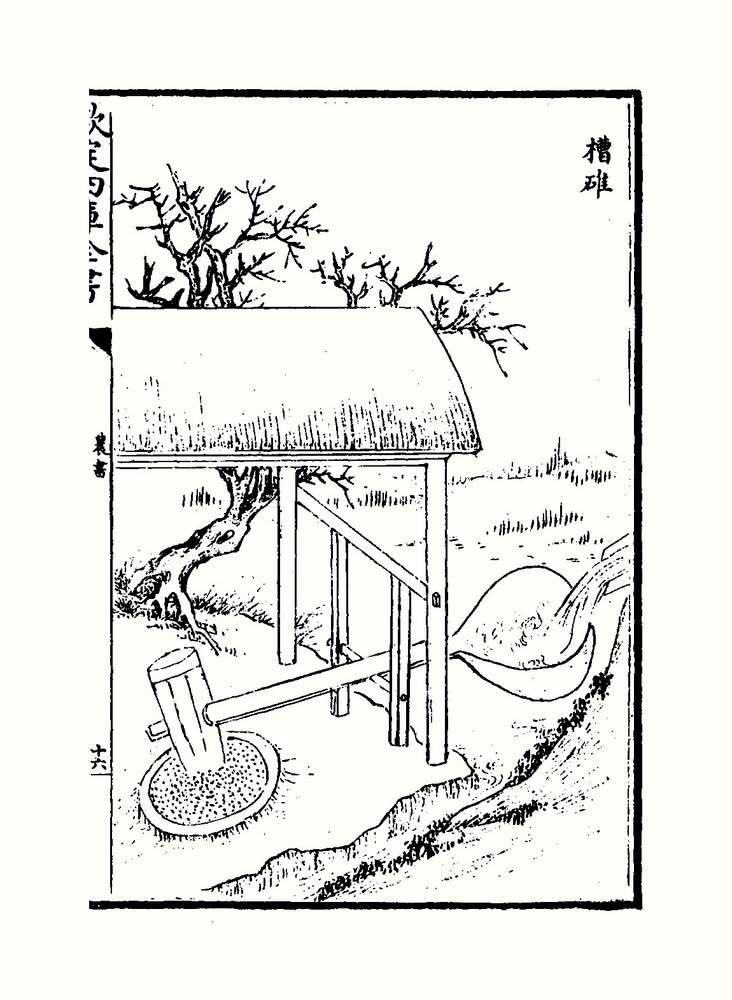
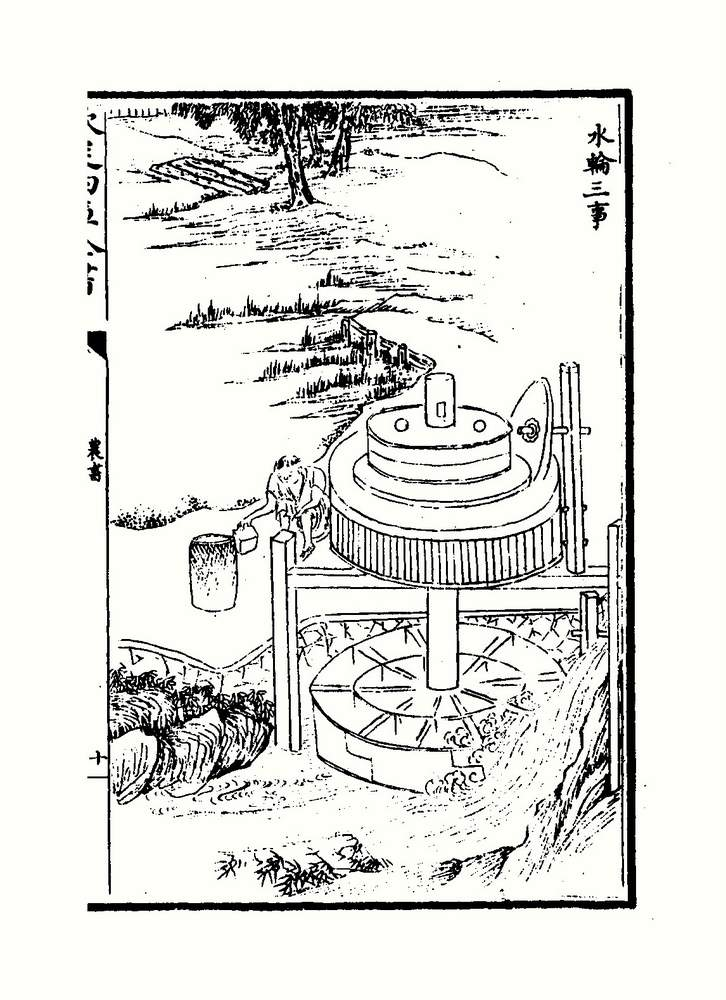
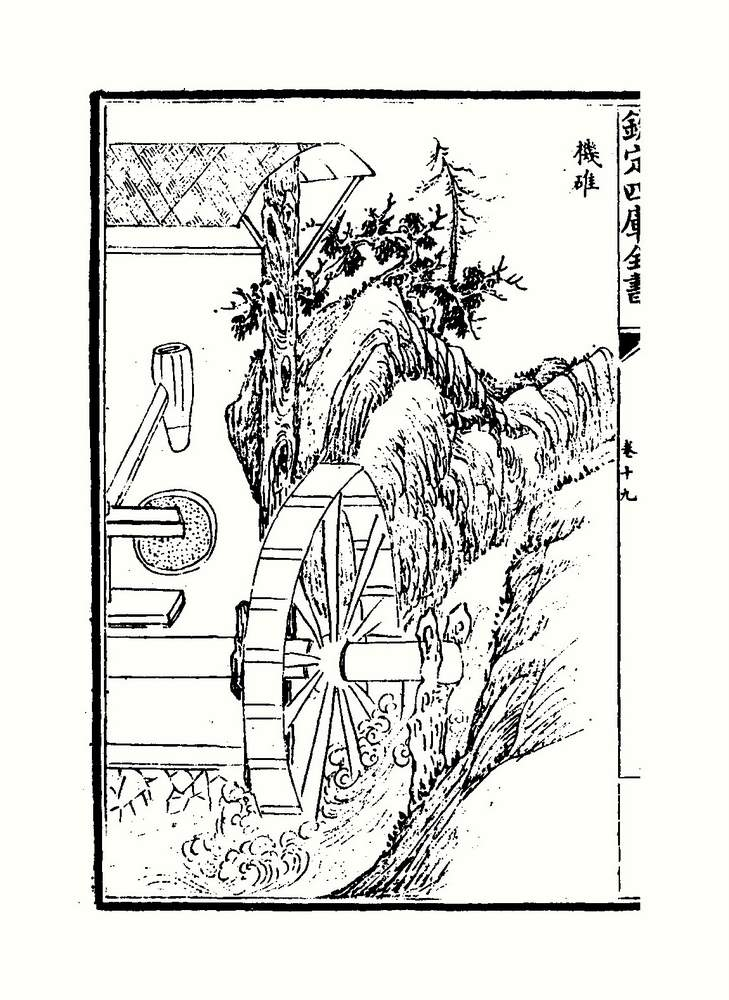

將活字印刷术中的泥版活字改以木版製活字取代，讓活字製造更有效率，另外设计转轮排字架，把活字依韵母排列，排版时转动轮盘，以字就人；大德二年（1298年）制造了3万余木活字，排印《旌德县志》100部。《农书》末附撰《造活字印书法》，是最早系统地记述活字版印刷术的文献。